# Teorema de inversión de Lagrange
En el ámbito del análisis matemático, el teorema de inversión de Lagrange, también denominado fórmula de Lagrange-Bürmann , permite obtener la expansión en serie de Taylor de la función inversa de una función analítica. 

## Enunciado del teorema
Si la dependencia entre las variables w y z se encuentra definida de forma implícita mediante una ecuación del tipo
{\displaystyle f(w)=z\,}
donde f es analítica en un punto a y f '(a) ≠ 0. Entonces es posible invertir o resolver la ecuación para w:
{\displaystyle w=g(z)\,}
donde g es analítica en el punto b = f(a). Esto es también denominado reversión de series.
La expansión en serie de g es
{\displaystyle g(z)=a+\sum _{n=1}^{\infty }\left(\lim _{w\to a}\left({\frac {\mathrm {d} ^{\,n-1}}{\mathrm {d} w^{\,n-1}}}\left({\frac {w-a}{f(w)-b}}\right)^{n}\right){\frac {(z-b)^{n}}{n!}}\right).}
Esta fórmula también vale para series de potencia formales y puede ser generalizada de varias maneras. Puede ser formulada para funciones de varias variables, puede ser extendida para cubrir el caso F(g(z)) para una función analítica F, y puede ser generalizada para el caso f '(a) = 0, donde la inversa g es una función multivaluada.
El teorema fue demostrado por Lagrange y generalizado por Hans Heinrich Bürmann, ambos a finales del siglo XVIII. Existe una deducción directa utilizando análisis complejo e integración de contorno; la versión de series complejas de potencia formales es claramente una consecuencia de conocer la fórmula de polinomios, de forma que se pueda aplicar la teoría de funciones analíticas. En realidad, la maquinaria de la teoría de funciones analíticas solo entra en un punto formal en esta demostración, lo que hace falta es alguna propiedad del residuo formal, y existe una demostración formal directa.